# Christina Végh
Christina Végh (* 1970 in Zürich) ist eine Schweizer Kunsthistorikerin, Kuratorin und Direktorin der Kunsthalle Bielefeld.

## Leben
Christina Végh ist Tochter des Chemikers Ladislas Végh und Enkelin des Violinisten Sándor Végh.
Sie studierte Kunstgeschichte an der Universität Zürich sowie in den USA an der University of California in Santa Cruz. Ihr Studium – mit den Nebenfächern Ethnologie und Philosophie – beendete Végh mit einer Arbeit über den kubanisch-amerikanischen Künstler Jorge Pardo.
Von 2000 bis 2004 war sie Kuratorin an der Kunsthalle Basel. Im Jahr 2005 übernahm Christina Végh die Leitung des Bonner Kunstvereins. Dort wurde sie für ihre „experimentelle Kunstvermittlung für Kinder und Jugendliche“ ausgezeichnet. 2010 wurde Végh von der schweizerischen Kunstkommission des Eidgenössischen Bundesamts für Kultur mit einem Preis für Kunst- und Architekturvermittlung ausgezeichnet. In der Nachfolge von Veit Görner war Christina Végh ab 1. Mai 2015 als erste Frau die 11. Direktorin der Kestnergesellschaft in Hannover. Zum Februar 2020 übernahm Végh in der Nachfolge von Friedrich Meschede die Leitung der Kunsthalle Bielefeld. Végh ist Kuratorin von Ausstellungen u. a. mit Monica Bonvicini, Monika Baer, John Baldessari, Rita McBride, Haegue Yang, Charline von Heyl, Nicole Eisenman, Annette Kelm, James Richards, Franz Erhard Walther oder Christopher Williams und verantwortet auch umfangreicheGruppenausstellungen wie „Wo Kunst geschehen kann. Die frühen Jahre von Cal Arts“ (Ko-Kurator Philipp Kaiser). 

## Veröffentlichungen
- Christina Végh (Hrsg.): Victoria Morton, Buch und CD zur gleichnamigen Ausstellung im Bonner Kunstverein vom 24. Oktober 2004 – 2. Januar 2005, Frankfurt am Main: Revolver, Archiv für Aktuelle Kunst, 2005, ISBN 3-86588-139-4
- Luisa Pauline FinkWhere Art Might Happen (engl./dt.)
- The Early Years of CalArts, Where Art might happen, Christina Végh,  Philipp Kaiser, https://www.penguin.de/autoren/christina-végh/698935